# Victor Désy
Pour les articles homonymes, voir Désy.
Victor Désy est un acteur québécois né le 8 juin 1932 à Montréal et mort le 5 août 2017 d’emphysème à Montréal. Il a doublé de nombreux films, prêté sa voix entre autres à Bill Cobbs, Danny Glover, Morgan Freeman et James Earl Jones. 

## Biographie
Victor désy est un acteur québécois de théâtre et de doublage, né le 8 juin 1932 à Montréal. Il a doublé Danny Glover dans la série de films L'Arme fatale, et il a aussi prêté sa voix au Docteur Gang d'Inspecteur Gadget. Il est mort le 5 août 2017 d'emphysème à Montréal.

## Filmographie
- 1954 : 14, rue de Galais (série télévisée) : René Grosleau
- 1958 : Le Courrier du roy (série télévisée)
- 1958 : Le Maître du Pérou
- 1959 : Il était une guerre
- 1964 : À tout prendre : Victor
- 1966 : Le Misanthrope : Dubois
- 1966 : YUL 871
- 1968 : Poussière sur la ville : L'hôtelier
- 1968: Le Pirate Maboule: Sylvio Banjo
- 1968: O.K. Shérif: Mister Ultime - Mister U.S.A.
- 1970 : Mont-Joye (série télévisée) : Marcel Cajeot
- 1975 : Y'a pas de problème (série télévisée) : Dr. Ancel / Un policier
- 1975 : Mustang : Le curé
- 1977 : Rage (Rabid) : Claude LaPointe
- 1978 : Les Liens de sang : Un policier
- 1978 : Le Club (téléroman anglophone diffusée à la CBC) : Monsieur Groleau
- 1978 : Jacob Two-Two Meets the Hooded Fang : Louis Loser
- 1979 : Flappers (série télévisée) : Chef
- 1980 : Oh Heavenly Dog : Portier de Jackie
- 1981 : Scanners : Dr. Gatineau
- 1981 : Tulips : Directeur du bureau des renseignements
- 1981 : Au-delà de cette limite votre ticket n'est plus valable (Your Ticket Is No Longer Valid) : Le savant
- 1983 : Illusions (TV) : Robaine
- 1985 : Agnès de Dieu (Agnes of God) : Bibliothécaire
- 1988 : Belle Rive (série télévisée) : Conrad Lanoix
- 1988 : À corps perdu : Dr. Ferron

## Doublage
Note : Sauf précisions, il s'agit des versions francophones québécoises.

### Cinéma
- La petite sirène (1975) : Duke, la baleine
- Oliver et Compagnie (1988) : Sykes
- Au service de Sara : Charlie (Joe Viterelli)
- Chez le barbier 2 : Checkers Fred (Carl Wright)
- Star Trek : Nemesis : Lt. Commander Worf (Michael Dorn)
- La Planète des singes : Colonel Attar (Michael Clarke Duncan)
- Partis en soixante secondes : Détective Castlebeck (Delroy Lindo)
- Les Règles d'engagement : Général Lawrence Hodges (Philip Baker Hall)
- Batman :Le masque du phantasme (film) : le docteur
- Fantasia 2000 : James Earl Jones
- La Ligne verte : John Caffe (Michael Clarke Duncan)
- Flic ou Voleur : Glenfiddish (Robert Miranda)
- Traquenard : Aaron Thibadeaux (Ving Rhames)
- Le Règlement : Détective Hicks (Bill Duke)
- L'Autre Pacte du silence : Estes (Bill Cobbs)
- Le Roi lion 2 : La Fierté de Simba : Mufasa
- L'Arme fatale 4 : Roger Murtaugh (Danny Glover)
- Les Premiers Colons : Pratt (Hamilton Camp)
- Nuits endiablées : Floyd Gondolli (Philip Baker Hall)
- Tobby : Le Joueur étoile : Entraîneur Chaney (Bill Cobbs)
- Buddy : Le gardien du zoo (Frank Collison)
- Rançon : Agent Hawkins (Delroy Lindo)
- Minnesota Blues : Red (Delroy Lindo)
- Moll Flanders, ou les mémoires d'une courtisane : Hibble (Morgan Freeman)
- Sept : Lt. William Somerset (Morgan Freeman)
- L'Île coupe-gorge : Dawg Brown (Frank Langella)
- C'est le petit qu'il nous faut : Bo Catlett (Delroy Lindo)
- Kombat Mortel : Prince Goro (Gregory Paul Martin)
- Marche ou crève : Vengeance définitive : Cross (Charles Dumas)
- Ligue majeure 2 : Pedro Cerrano (Dennis Haysbert)
- Monsieur Nounou : Sean Armstrong (Hulk Hogan)
- Force excessive : Jake (James Earl Jones)
- Aladdin (Disney)   : la caverne des merveilles
- Sommersby : Juge Isaacs (James Earl Jones)
- Aigle de fer 3 : Horikoshi (Sonny Chiba)
- L'Arme fatale 3 : Roger Murtaugh (Danny Glover)
- Le Bûcher des vanités : Juge Leonard White (Morgan Freeman)
- Académie de police 6 : Une ville assiégée : Larvell Jones (Michael Winslow)
- Trois Fugitifs : Dugan (James Earl Jones)
- Académie de police 5 : Affectation Miami Beach : Larvell Jones (Michael Winslow)
- Académie de police 4 : Aux armes citoyens ! : Larvell Jones (Michael Winslow)
- L'Arme fatale : Roger Murtaugh (Danny Glover)
- L'Arme fatale 2 : Roger Murtaugh (Danny Glover)
- Meurtre au 1600 : Agent Cooper (Tom Wright)
- La Rançon : Agent Lonnie Hawkins (Delroy Lindo)
- Star Wars, épisode II : L'Attaque des clones : Ki-Adi-Mundi (Silas Carson)
- Les Aventuriers du Timbre Perdu (1988)  : Commerçant philatéliste
- Slap Shot (1977): Arbitre Ecker
- Space Commando : Shep Ramsey (Hulk Hogan)

### Télévision
- Barney : Dim
- Les Calinours : Cœurdur
- Les Ratons Laveurs : Mr. Croque-Dur
- Inspecteur Gadget (1983-84) : Docteur Gang
- Shania : Une vie en huit albums :  Greey Twain (Gordon Tootoosis)
- Les aventures du Bosco : Fourban